# Jean-Marie Kélétigui
Jean-Marie Kélétigui, né le 12 mai 1932 à Gnénankaha et mort le 31 août 2010 à Katiola, est évêque ivoirien. Il occupe la fonction d'évêque du diocèse de Katiola entre 1977 et 2002, puis d'évêque émérite entre 2002 et 2010.

## Biographie
Jean-Marie Kélétigui est né 1932 dans l'Afrique-Occidentale française et ordonné prêtre le 2 juillet 1960. Le pape Paul VI le nomme évêque du diocèse de Katiola le 7 juillet 1977. Il reçoit l'ordination épiscopale de l'ancien évêque de Katiola Emile Durrheimer de la Société des missions africaines, qui l'ordonne évêque le 30 octobre 1988 ; Les co-consécrateurs sont Laurent Yapi, évêque auxiliaire d'Abidjan et Jean-Baptiste Maria Cissé, évêque de Sikasso.
Il démissionne de sa charge d'évêque de Katiola le 10 octobre 2002 en raison de problèmes de santé. Il meurt le 31 août 2010 à Katiola. Il est inhumé dans la Cathédrale Sainte Jeanne d’Arc de Katiola,.